# جوناثان باربوزا
جوناثان باربوزا (بالإسبانية: Jonathan Barboza)‏ هو لاعب كرة قدم أوروغواياني، ولد في 2 نوفمبر 1990 في مونتفيدو في الأوروغواي. لعب مع نادي لوغانو ونادي ليفربول.

## وصلات خارجية
- جوناثان باربوزا على موقع إي إس بي إن إف سي (الإنجليزية)
- جوناثان باربوزا على موقع قاعدة بيانات كرة القدم.إي يو (الإنجليزية)
- جوناثان باربوزا على موقع Soccerway.com (الإنجليزية)